# Koichiro Katafuchi
Koichiro Katafuchi (født 29. april 1975) er en tidligere japansk fodboldspiller og træner.
Han har spillet for flere forskellige klubber i sin karriere, herunder Sagan Tosu og Albirex Niigata.
Han har tidligere trænet Albirex Niigata.